# Stefano Torelli

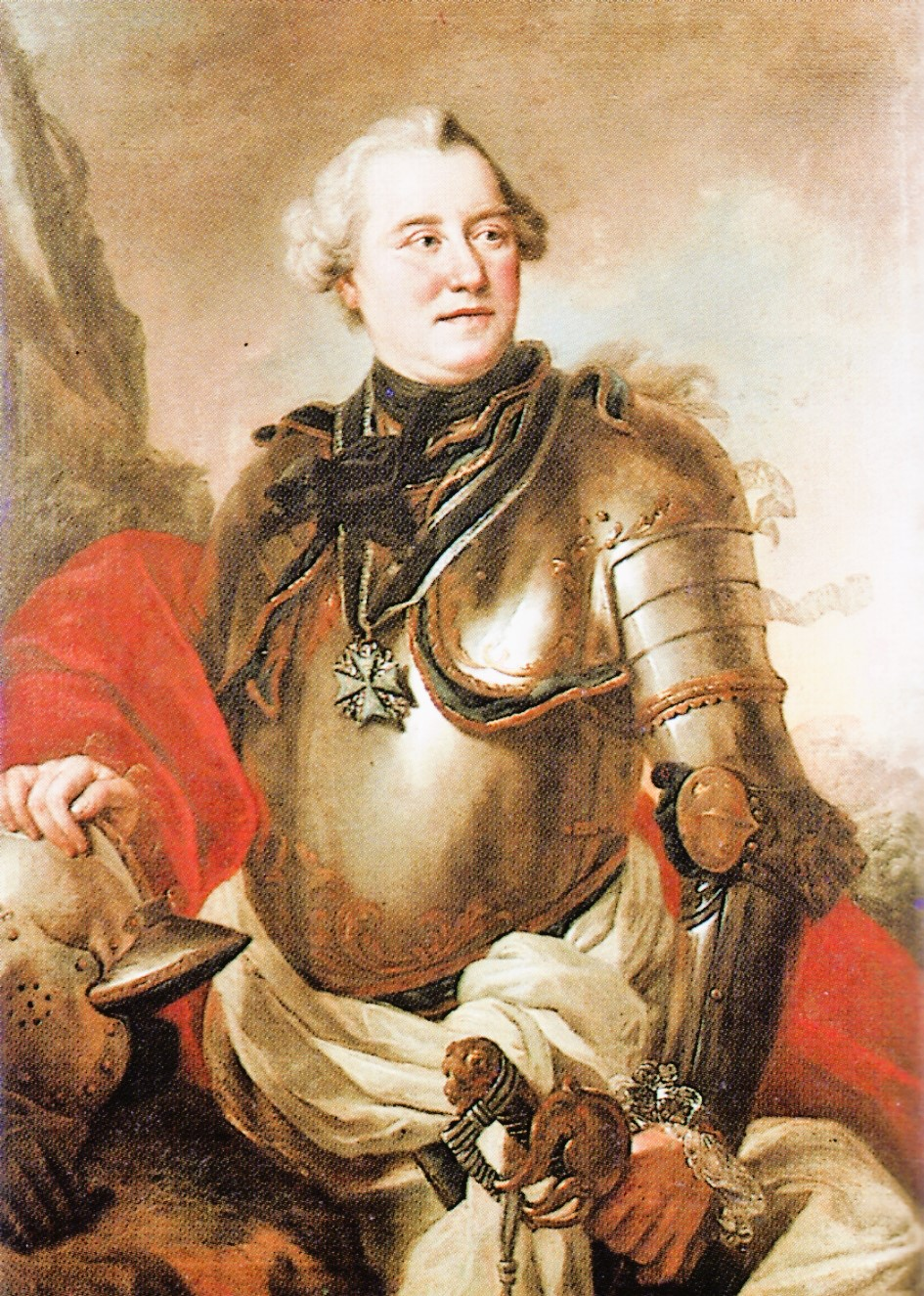
Stefano Torelli, Porträt des Grafen Chasot

Stefano Torelli (* 1712 in Bologna; † 1784 in Sankt Petersburg) war ein aus der italienischen Künstlerfamilie Torelli stammender Kunstmaler, der in Deutschland und vor allem in Russland wirkte.

## Leben
Er erhielt seine Ausbildung bei seinem Vater Felice Torelli, seiner ebenfalls malenden Mutter Lucia Casalini und bei Francesco Solimena in Neapel. 1740 wurde er von Wilhelmine von Bayreuth für die Neugestaltung des Alten Schlosses in der Eremitage nach Bayreuth geholt. Hier schuf er ein allegorisches Deckengemälde Chilonis und Kleombrotros für das Audienzzimmer. Etwas später zog er weiter nach Sachsen, wo sich weitere Werke für König August III. von Polen und Sachsen in der Katholischen Hofkirche (Altarbild Predigt des Heiligen Benno in der Bennokapelle 1752 und Ausmalung der Sakramentskapelle 1755) und im Schloss Nischwitz finden. Ebenso malte er Räume im Dresdner Zwinger aus. Von ihm stammt auch das Deckengemälde im Marmorsaal von Schloss Martinskirchen und Malereien im Schloss Altdöbern.
Durch den Siebenjährigen Krieg verlor Torelli seine Arbeitsmöglichkeiten in Sachsen. Er ging zusammen mit seinem Gehilfen und Schüler Francesco Gandini (1722–1778) nach Norden, wo er im Lübecker Rathaus 1761 den Audienzsaal mit zehn allegorischen Gemälden schmückte. Ebenfalls in Lübeck verheiratete er seine Tochter Camilla mit dem Stadtkommandanten Graf von Chasôt.
Nach dem preußisch-russischen Separatfrieden ging Torelli 1762 nach Russland, wo er in St. Petersburg Professor an der Kunstakademie und bevorzugter Hofmaler der Kaiserin Katharina II. wurde. Er wurde insbesondere mit seinen zahlreichen Porträts von Persönlichkeiten des russischen Adels bekannt.

## Werke (Auswahl)
- Anna Alexejewna Tschernyschewa, Eremitage, St. Petersburg
- Zarin Katharina II., Russisches Museum, St. Petersburg
- Krönung von Katharina II., Tretjakow-Galerie, Moskau
- Porträt des Grafen Chasot, St.-Annen Museum Lübeck
- Porträts von Graf Heinrich Carl von Schimmelmann und Caroline Tugendreich Gräfin von Schimmelmann, geb. Friedeborn (ca. 1762), Reventlow-Museum, Pederstrup, Horslunde auf Lolland, Dänemark
- Porträts des Kaufmanns Hieronymus Küsel, Erbauer des Schlösschen Bellevue in Lübeck, und dessen Frau, St.-Annen Museum Lübeck